# Лабрансагранде
Лабрансагранде (исп. Labranzagrande) — город и муниципалитет в центральной части Колумбии, на территории департамента Бояка. Входит в состав провинции Ла-Либертад.

## История
Поселение, из которого позднее вырос город, было основано в 1586 году.

## Географическое положение

Муниципалитет Лабрансагранде

Город расположен в юго-восточной части департамента, в гористой местности Восточной Кордильеры, на левом берегу реки Краво-Сур, на расстоянии приблизительно 83 километров к востоку от города Тунха, административного центра департамента. Абсолютная высота — 1128 метров над уровнем моря.
Муниципалитет Лабрансагранде граничит на северо-востоке с территориями муниципалитетов Писба и Пая, на севере — с муниципалитетом Монгуа, на западе — с муниципалитетом Акитания, на юго-западе — с муниципалитетом Пахарито, на юго-востоке — с территорией департамента Касанаре. Площадь муниципалитета составляет 625,3 км².

## Население
По данным Национального административного департамента статистики Колумбии, совокупная численность населения города и муниципалитета в 2015 году составляла 5099 человек.
Динамика численности населения муниципалитета по годам:
| 2005 | 2006 | 2007 | 2008 | 2009 | 2010 | 2011 | 2012 | 2013 | 2014 | 2015 |
| ---- | ---- | ---- | ---- | ---- | ---- | ---- | ---- | ---- | ---- | ---- |
| 5345 | 5326 | 5305 | 5284 | 5261 | 5237 | 5212 | 5186 | 5158 | 5129 | 5099 |

Согласно данным переписи 2005 года мужчины составляли 53,4 % от населения Лабрансагранде, женщины — соответственно 46,6 %. В расовом отношении всё население города составляли белые и метисы.
Уровень грамотности среди всего населения составлял 77,1 %.

## Экономика
59,4 % от общего числа городских и муниципальных предприятий составляют предприятия торговой сферы, 25 % — предприятия сферы обслуживания, 12,5 % — промышленные предприятия, 3,1 % — предприятия иных отраслей экономики.